# Aérospatiale SA-319
Die Aérospatiale SA.319 Alouette III (französisch für Lerche) ist ein leichter einmotoriger Mehrzweckhubschrauber. Er wurde vom französischen Hersteller Sud Aviation (später Aérospatiale) ab 1959 in über 1400 Exemplaren sowohl für militärische als auch für zivile Zwecke hergestellt. Außerdem wurde er in Indien, Rumänien (als IAR.316B) und der Schweiz in Lizenz gefertigt. Viele der einfachen und robusten Maschinen werden heute noch geflogen.

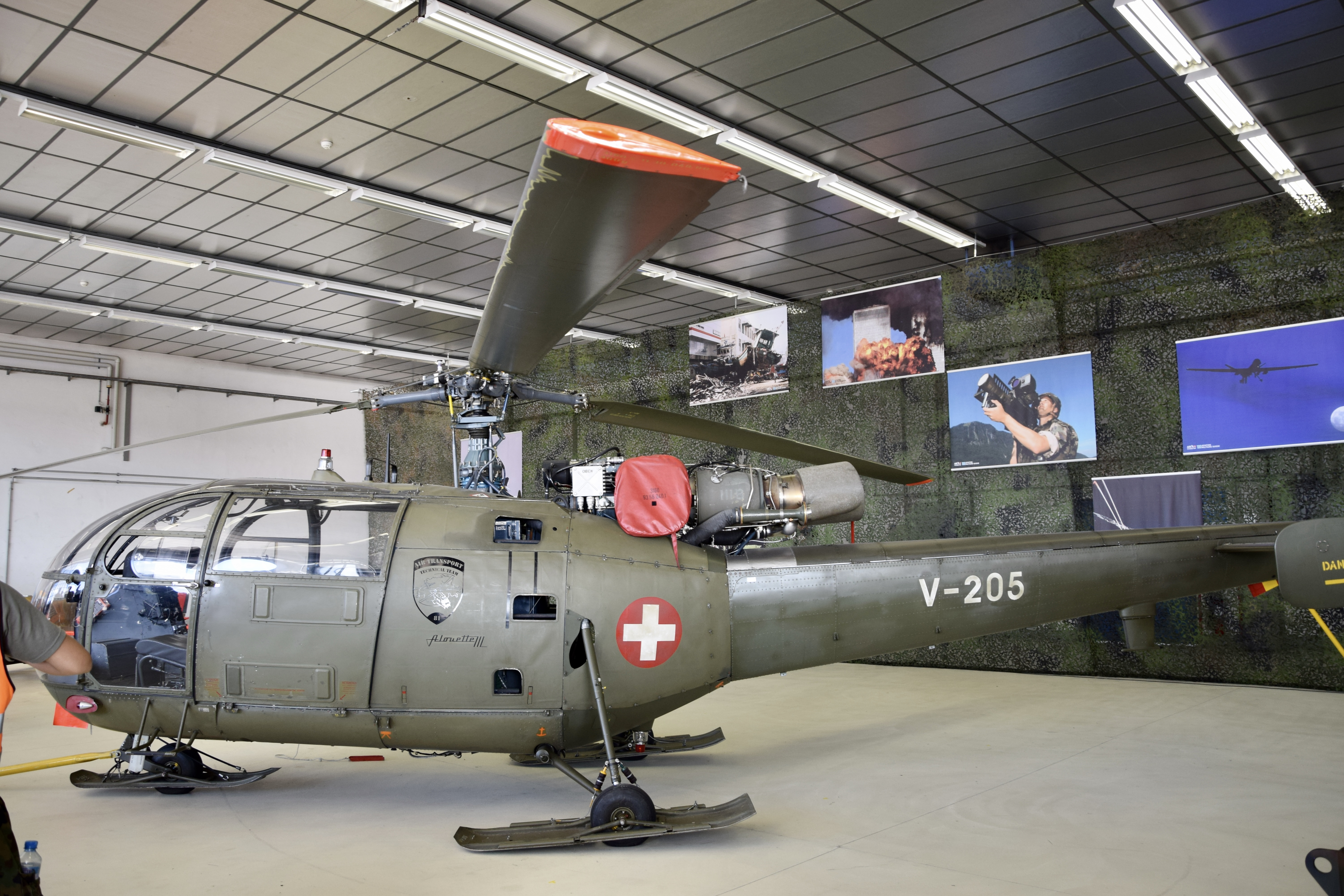
Alouette mit zwei Einrichtungen in der Seitentüre für die Tragbahren.

## Geschichte
Sud Aviation hatte mit der fünfsitzigen Alouette II den laut Flugrevue „ersten echten Turbinenhubschrauber in Serie auf den Markt gebracht“. Bei der Entwicklung des größeren Musters dachte man insbesondere an den Einsatz in Bergregionen. Im Juni 1960 landete der erste Prototyp der Alouette III mit 7 Personen an Bord „mühelos“ auf dem Mont Blanc auf 4806 Metern über Meer. Der zweite Prototyp flog nur Monate später, im November 1960 im Himalaya mit zwei Piloten und 250 Kilogramm Nutzlast auf den Gipfel des Deo Tibba in Indien auf 6000 Meter Höhe.   Diese Leistungsfähigkeit im Gebirge blieb lange unübertroffen.
Am 25. Juni 1961 wurde der erste Serienhubschrauber an einen Kunden in Burma ausgeliefert. Der Serienbau fand in Marignane statt, von wo aus der Hubschrauber an 120 verschiedene Kunden  in 80 Ländern ausgeliefert wurde.
1973 folgte ein Demonstrationsfliegen in Afrika, wobei die Alouette sowohl auf dem Kilimandscharo als auch auf dem Mount Kenya landete.

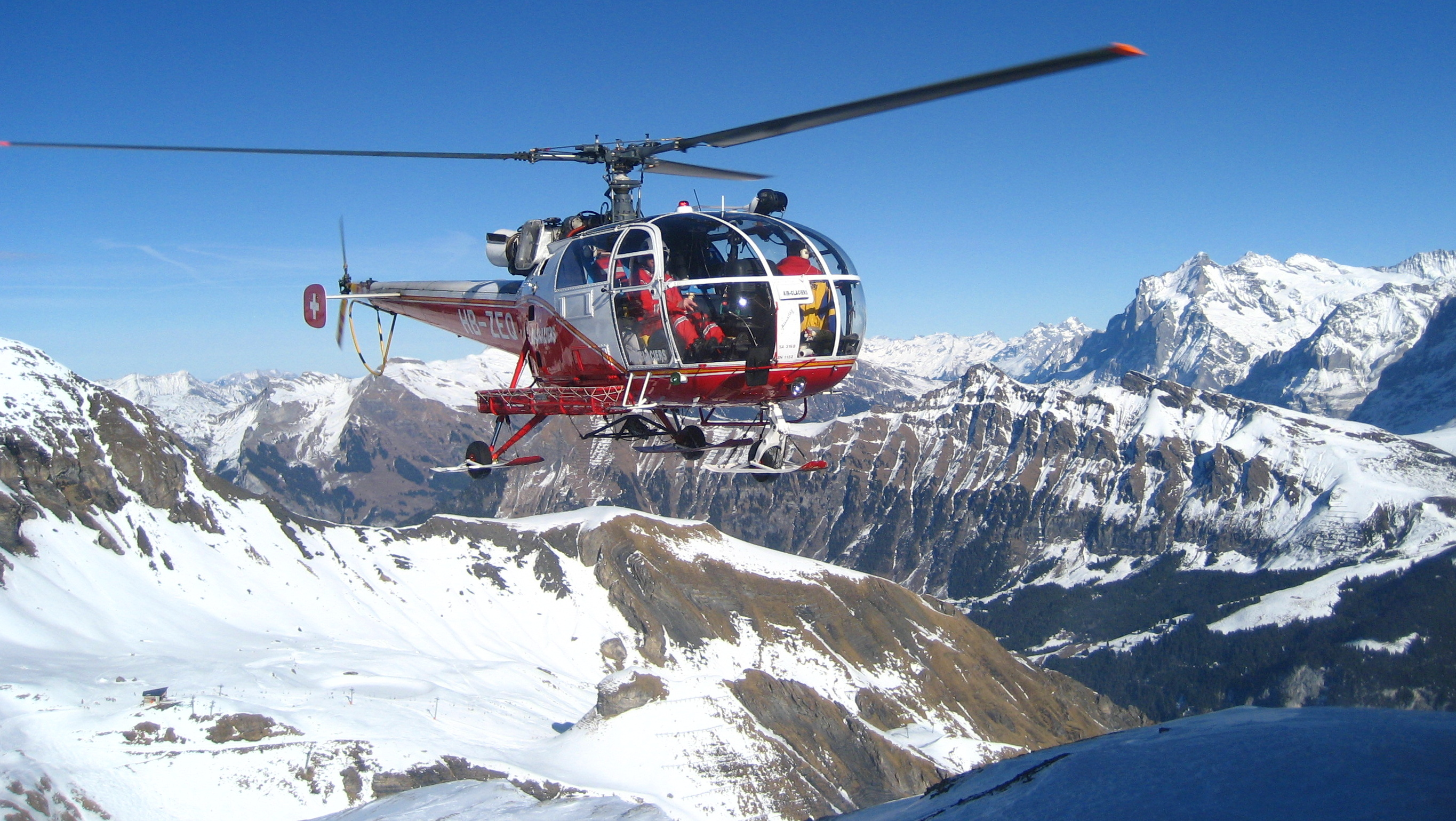
Air Glaciers Alouette III mit Ski- respektive auch Gegengewicht-Korb bei Einsatz der Rettungswinde

Konstruktiv war die Alouette von der erfolgreichen Alouette II abgeleitet und konnte in der gegenüber der Alouette II vergrößerten Kabine sieben Passagiere oder bei zwei Krankentragen noch drei Passagiere befördern. Die nun als Schiebetüren ausgeführten Seitentüren der hinteren Kabine erlaubten das Öffnen der Türen auch im Flug. Die bei der linken Türe montierte Rettungswinde der Alouette III brachte für die Schweizerische Rettungsflugwacht den Durchbruch bei Hochgebirgsrettungen; die Helikopter des Typs bilden von 1971 bis 1995 das Rückgrat der Flotte. Das österreichische Bundesheer setzte ebenfalls die Alouette III für den militärischen Such- und Rettungsdienst in Österreich ein wie dies zeitweise auch der Schweizerische Militär-Helikopter-Rettungsdienst tat. In der Schweiz wurden erstmals die Cockpits Anfang der 90er-Jahre für den Einsatz von Nachtsichtgeräten umgebaut.
Laut dem Hersteller hatten die Alouettes bis im Jahr 2018 insgesamt über sieben Millionen Flugstunden absolviert. Im Februar 2019 sollen noch 180 Hubschrauber des Typs im Einsatz gestanden haben. Bei der französischen Marinefliegern war der Typ ab 1962 für 60 Jahre im weltweiten Einsatz und verfügte dabei laut Beteiligten über eine außergewöhnliche Klarstandsquote.

## Versionen
SE.3160
Die erste Version der Alouette III war die SE.3160. Sie flog am 28. Februar 1959 zum ersten Mal. Angetrieben wurde sie von einer Gasturbine Turbomeca Artouste IIIB mit maximal 551 kW (750 PS). Diese Version wurde bis 1969 produziert.
SA.316A
Neuere Bezeichnung der SE.3160.
SA.316B
Die SA-316 nutzte ebenfalls eine Turbomeca-Turbine Artouste IIIB, hatte aber ein höheres Abfluggewicht.
SA-316C
Die SA-316C war mit den leistungsfähigeren Turbomeca-Artouste-IIID-Triebwerk ausgerüstet.
SA.319B
Die SA.319 war anders als die älteren Versionen der Alouette III mit einer Astazou-XIV-Turbine ausgerüstet, die besonders in tropischen und alpinen Regionen die Leistung des Hubschraubers verbesserte. Parallel mit der SA.316 blieb dieser Typ bis in die frühen 1980er-Jahre in Produktion.
SA.3164
Der auch als „Alouette-Canon“ bezeichnete Versuchshubschrauber ist 1964 von Sud Aviation mit einer 20-mm-Maschinenkanone im Bug sowie Waffenstationen seitlich des Rumpfes modifiziert worden.
Atlas XH-1 Alpha
Für die Entwicklung des Rooivalk ist zuerst eine Zelle einer Alouette III mit hintereinanderliegenden Cockpits zum Atlas XH-1 Alpha umgerüstet worden.
Chetak
Indischer Lizenzbau ab 1965

## Staatliche Nutzer
- Abu Dhabi[5]
- Äquatorialguinea[6]

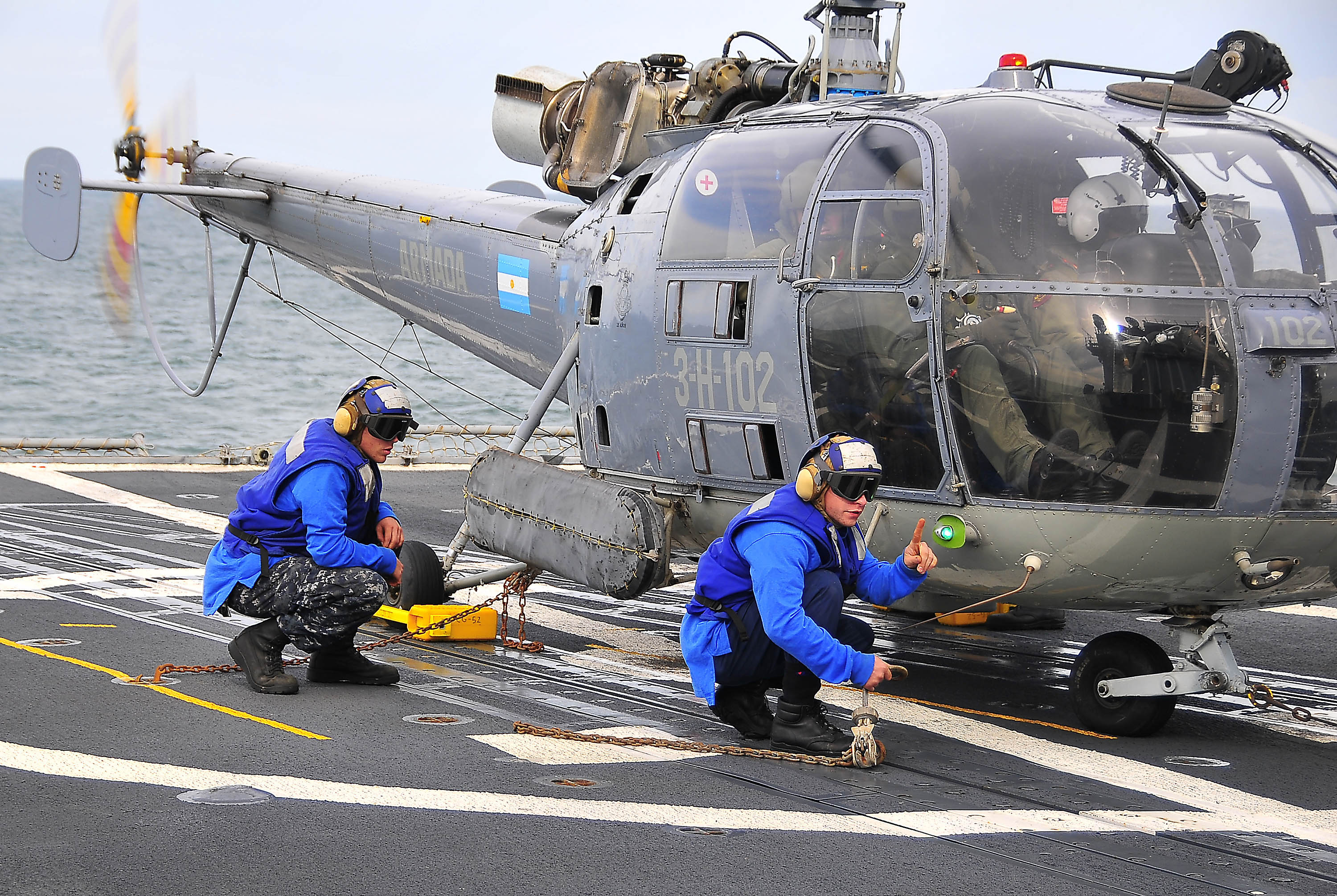
Aérospatiale Alouette III der argentinischen Marine an Bord der Bunker Hill

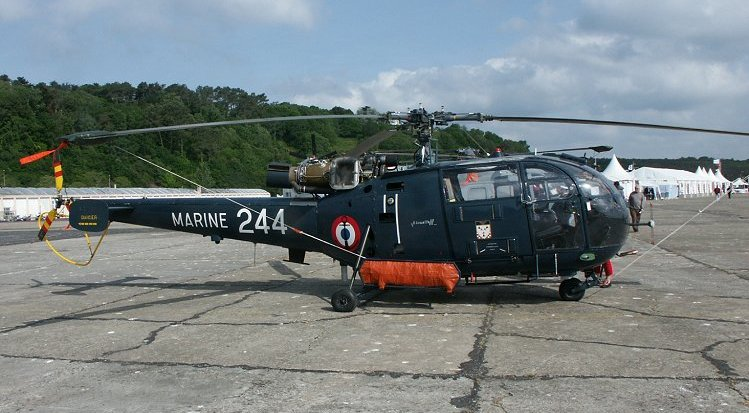
Aérospatiale Alouette III der Aéronavale

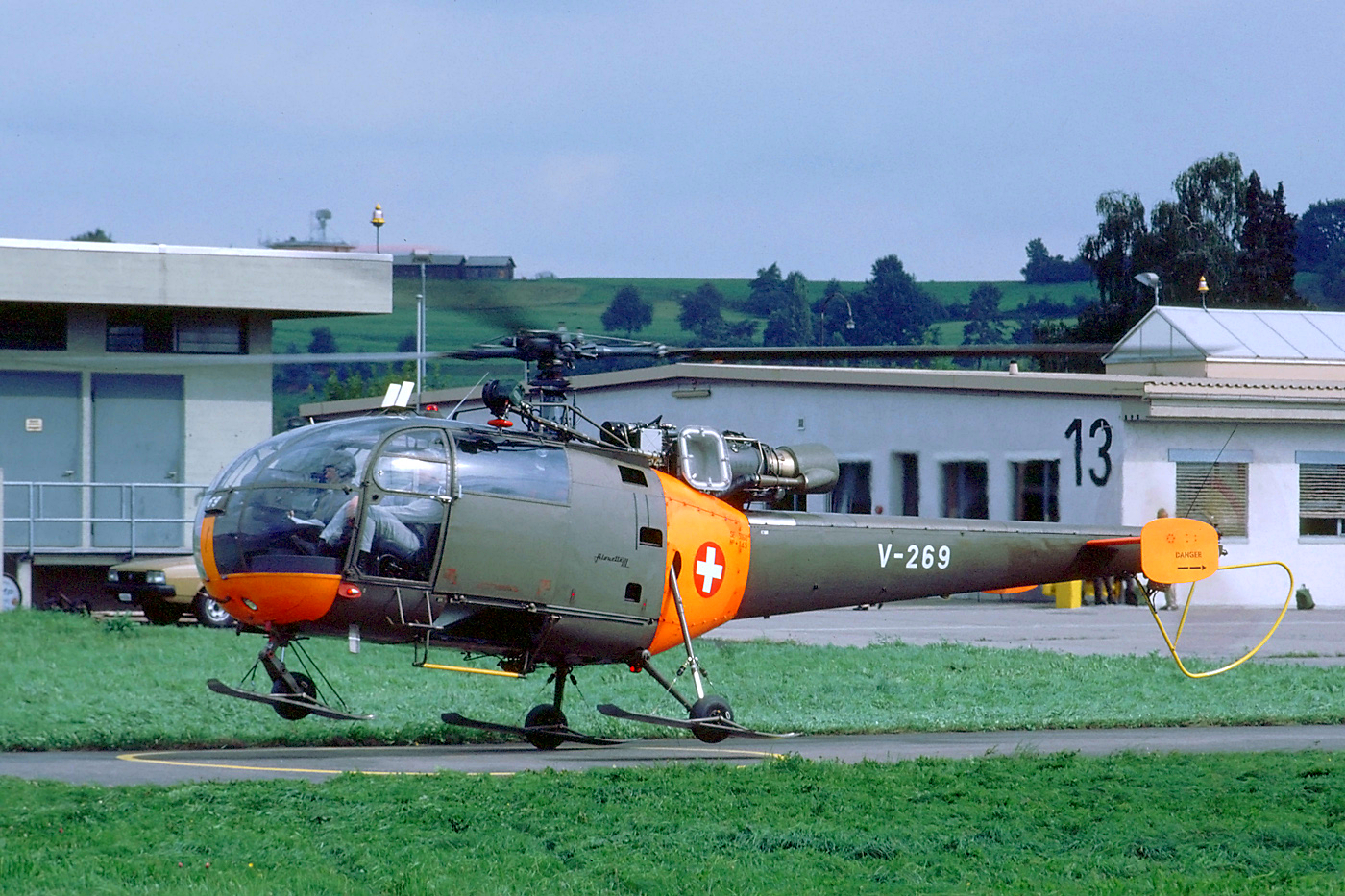
Alouette III der Schweizer Flugwaffe in der alten Bemalung vor dem Umbau auf stärkere Positionslichter

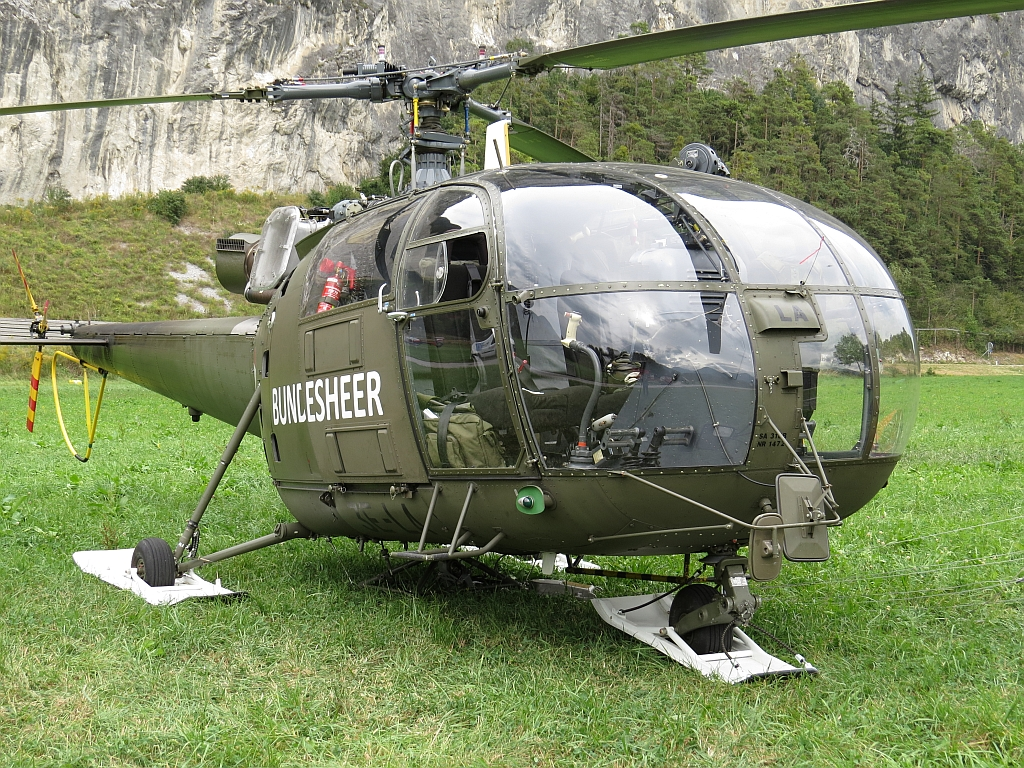
Alouette III des Österreichischen Bundesheeres

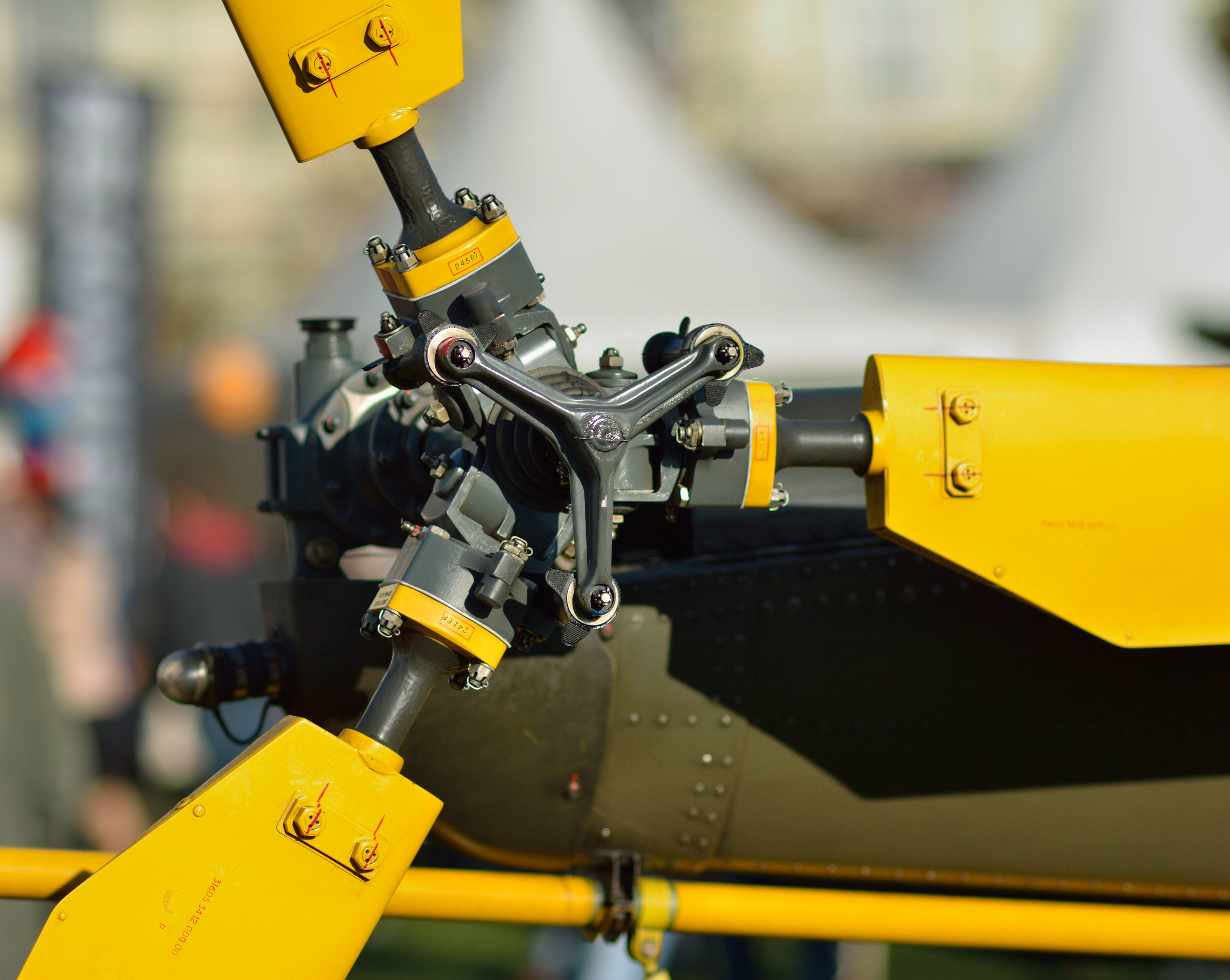
Mechanik am Heckrotor einer Alouette III der österreichischen Luftstreitkräfte

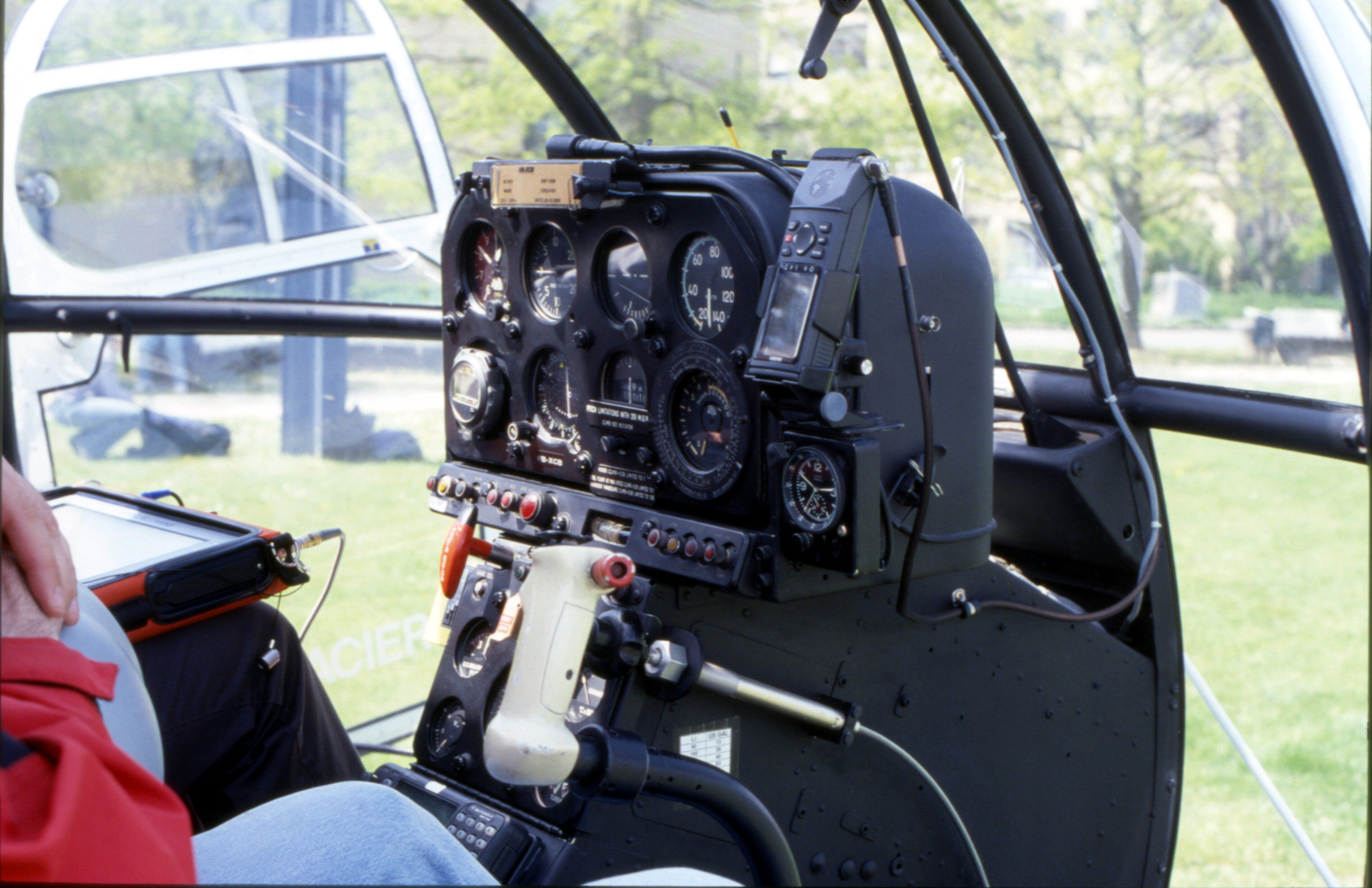
Cockpit einer Aérospatiale SA.319 Alouette III

- Äthiopien: 11, 5 SE.316A, 6 in Rumänien gebaute SA.316B[7][8]
- Albanien 1995 gingen vier Alouette III von der Schweizerischen Rettungsflugwacht (REGA) an das albanische Gesundheitsministerium. Die für Krankentransporte und Hilfslieferungen eingesetzten Maschinen wurden von der Schweiz unterhalten und in Tirana Laprake betrieben.[9]
- Angola: 20 SA.316B[10]
- Argentinien

Marine: 14, 3 SE.316A, 7 SA.316B, 4 SA.319B
- Australien

Royal Australian Air Force 3
Im Jahr 1964 wurden drei Alouettes an die Australische Marine geliefert. Alle drei Maschinen flogen ab 1967   mit zivilen Kennzeichen für das Department of Supply, sie wurden dabei von der Short Bros & Harland Air Services betrieben. Zirka 1980 wurden die Maschinen in die USA an den Betreiber Roberts Aircraft Inc of Arizona verkauft. Eine Maschine stürzte beim Feuerlöschen im 1998 ab, eine Maschine ging an die Rocky Mountain Helicopters  und später nach Chile, wo sie 2009 verunfallte, die dritte Maschine ging ebenfalls an Rocky Mountain Helicopters und wurde in den 1980er-Jahren als erster Ambulanzhelikopter für das Stanford Life Flight program eingesetzt. Dieser Hubschrauber wurde 2007 aus dem Flugezeugregister ausgetragen.
- Bangladesch: 4 ex-indische HAL Chetak[15]
- Belgien

Marine: 3 SA.316B
Am 8. Juli 2021 wurden die zwei noch eingesetzten Alouettes der belgischen Marine verabschiedet, nachdem die dritte Maschine rund 11 Monate zuvor aus dem Dienst ausgeschieden war. Der Typ war 1972 eingeführt worden.
- Biafra
- Bolivien
- Bophuthatswana[17]
- Burkina Faso: 2 SA.316B[18]
- Burundi: 4, 1 SE.316A, 3 SA.316B[19]
- Chile

Marine: 10 SA.319Bs
- Volksrepublik China
- Dänemark

Kongelige Danske Marine: 8 SE.316A
- Dominikanische Republik: 1 SE.316A[21]
- Ecuador[22]
- El Salvador: 1 SA.316B[23]
- Elfenbeinküste: 4, 3 × SE.316A, 1× SA.316B[24]
- Eswatini: 3 (ex-südafrikanische)[25]
- Frankreich

Armée de l’air
Aéronavale Die Alouette III verblieb 60 Jahre im Dienste der französischen Marineflieger, am 9. Dezember 2022 wurde der Typ offiziell auf dem Militärflugplatz Lanvéoc-Poulmic verabschiedet. 1962 war der Typ in den Dienst eingetreten, 37 Maschinen waren insgesamt auf den Schiffen der Marine im Einsatz. Anfänglich wurde die Alouette auch für Kampfaufgaben, namentlich für den Abwurf von leichten Torpedos eingesetzt worden. Diese Aufgabe übernahm später die Lynx. Von den Alouettes blieben ab 2021 noch ein Dutzend im Dienst. Die letzten drei Maschinen flogen bis zur Verabschiedung 2022, obschon offenbar rund 20 Jahre zuvor mit einer Ausmusterung im Jahr 2003 gerechnet worden war. Eine einzige Maschine, die 997, war mit einem Wetterradar vom Typ OMERA ORB-32 ausgestattet.
Armée de Terre
Sécurité Civile 6 SA.316
- Gabun: 5, 1 SE.316A, 1 SA.316B, 3 SA.319B[30]
- Ghana: 4 SA.316B[31]
- Griechenland

Griechische Marine: 2 SA.319B
- Guinea: 1 SA.316B[33]
- Guinea-Bissau
- Hongkong

Royal Hong Kong Auxiliary Air Force: 3, 2 SE.316A, 1 SA.316B
- Indien[35]

Indische Luftstreitkräfte: 87+
Indische Marine: 18+
Indische Armee: 120+
Die Inder benutzen die Chetak voraussichtlich bis 2030 für die Grundausbildung aller Dienste, also Army, Air Force, Navy und Coast Guard. Zusammen mit der Lama flogen 2022 noch 400 solcher Lizenzbauten, im 2024 noch 190 alleine bei der Army.
- Indonesien: 7 SE.316A
- Irak 44 SA.316C[38]
- Iran
- Irland: 8, 3 SE.316A, 5 SA.316B (1963–2007)[39]
- Jordanien: 16 SA.316B[40]
- Kamerun: 5 SA.319[41]
- Laos
- Libanon: 18, 11 SE.316A, 7 SA.316B[42]
- Libyen: 13 SA.316B[43]
- Madagaskar: 2 SE.316A (1 ex-französische)[44]
- Malawi: 1 SA.316[44]
- Malaysia: 43, 26 SA.316B, 10 SA.319B + 7 SA.316B (ex-singapurische)[45][46]
- Malta

(Air Wing): 3 SA.316B (ex-libysche)
- Mexiko[7]

Luftwaffe: 9 SE.316A
Marine: 5 SA.193B
- Marokko: 2 SA.316B[48]
- Mosambik: 4 SA.316B (ex-portugiesische)[49]
- Myanmar: 14, 13 SE.316A, 1 SE.316B[50]
- Namibia: 12[51]
- Nepal: 5, 1 SE.316A, 4 HAL Cheetak[49][52]
- Nicaragua: 2[53]
- Niederlande: Niederlande 77

Die niederländische Armee kaufte 77 Alouette III Hubschrauber im 1962 und erhielt diese ab 1964. Ab 1973 wurde das Kunstflugteam Grasshoppers betrieben. Von den ursprünglichen 77 Einheiten wurden 73 im Jahr 1995 außer Betrieb genommen, während die letzten vier für VIP-Transport bis Ende 2015 in Gebrauch blieben. Die Maschinen hatten insgesamt rund 450.000 Flugstunden absolviert. Internationale Missionen hatten Einsätze in Kambodscha und im früheren Jugoslawien umfasst.
- Österreich: 26, 12 SE.316A, 14 SA.316B (1 Verlust bei Absturz im Juni 2018) 2018 waren noch 24 Einheiten im Einsatz, ab 2005 waren durchgehend drei Helikopter im Kosovo und in Bosnien präsent,[2] in Bosnien und Herzegowina im Rahmen von EUFOR/ALTHEA. Am 24. Mai 2024 wurde die Alouette feierlich aus dem Bundesheer verabschiedet. Der operationelle Flugbetrieb war Ende 2023 beendet worden.[56]
- Pakistan[57]

Luftwaffe: 13, 7 SE.316A, 4 SA.316B, 2 SA.319B
Marine: 12, 11 SE.316A, 1 SA.316B
Armee
Der Zivilschutz Pakistans (National Disaster Management Authority) erhielt im Jahr 2010 die noch flugtüchtigen Schweizer Alouette III der Luftwaffe
- Peru[59]

Luftwaffe: 12, 4 SE.3160, 8 SA.316C
Marine: 6 SA.316B
- Portugal: 12 SA.316B[60]
- Republik Kongo: 4 SA.316B[61]
- Südvietnam: SA.319
- Ruanda: 2 SE.3160[62]
- Rumänien: (IAR 316)[63]
- Sambia
- Saudi-Arabien: 5, 4 SE.3160, 1 SA.316B[64]
- Schweiz

Schweizer Luftwaffe: 84, davon 24 SE.316A und 60 SA.316B im Einsatz von 1964 bis 2010.
Ab 1960 sah die Truppenordnung «Leichte Fliegerstaffeln» vor. Zehn ab 1959 vorhandene Alouette II wurden 1961 der Leichtfliegerstaffel zugeteilt. Für deren weitere Ausrüstung wurde im Frühjahr 1963 ein Kredit beantragt für die Beschaffung von weiteren 20 Alouette II sowie neun Stück Alouette III. 1966 wurden fünfzehn Alouette III nachbeschafft und ab 1972 folgte der Teil-Lizenzbau von weiteren 60 Helikoptern. 14 Helikopter des Typs stürzten während der Einsatzzeit ab. Nach dem Einsatzende und 316.000 absolvierten Flugstunden wurden die verbliebenen Maschinen 2010 dem Pakistanischen Zivilschutz übergeben.
- Seychellen
- Sierra Leone
- Simbabwe

Air Force of Zimbabwe: SA.316
- Singapur: 8 SA.316B
- Spanien

Ejército del Aire: 5 SA.319B
Ejército de Tierra: 3 SA.319B
- Sri Lanka: SA3.16
- Südkorea

Südkoreanische Marine: 12 SA.319B (1977–2019)
- Südafrika: 120+, 58 SE.316A, 40 SA.316B und andere[71]
- Suriname: SA.316
- Tschad: 10 SE.316A (ex-französische)[72]
- Tunesien: 8, 4 SE.316A, 4 SA.316B[73]
- Venezuela: 20[74]
- Zaire: 10 SE.316A, SA.316B[75]

## Zwischenfälle
Am 29. Juni 2018 verunfallte eine Alouette III des österreichischen Bundesheeres in Kärnten. Nach einer harten Landung im Gebirge in rund 2000 Metern Seehöhe in der Nähe der Wolayerseehütte kippte die Maschine um, geriet in Brand und brannte aus. Von den vier Insassen wurde niemand verletzt.
Seit der Einführung der Alouette III im Bundesheer im Jahr 1968 sind 7 Hubschrauber abgestürzt; bei drei Flugunfällen gab es Tote.

## Technische Daten

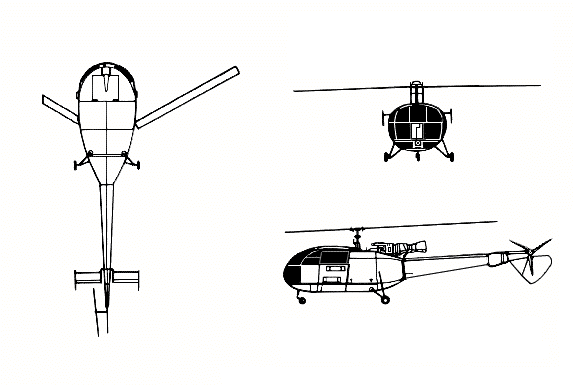
Risszeichnung Alouette III

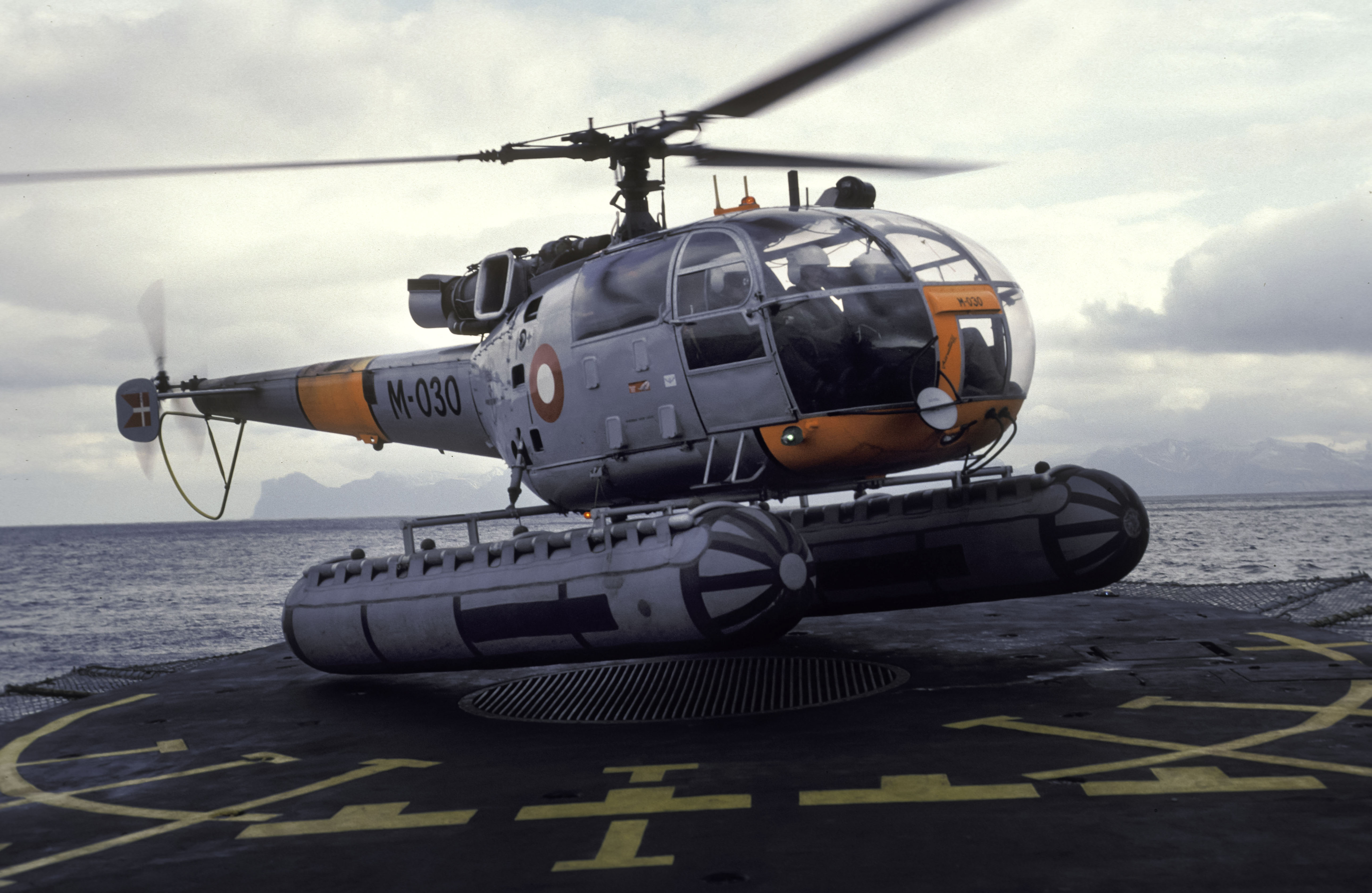
Dänische Alouette III mit Schwimmern

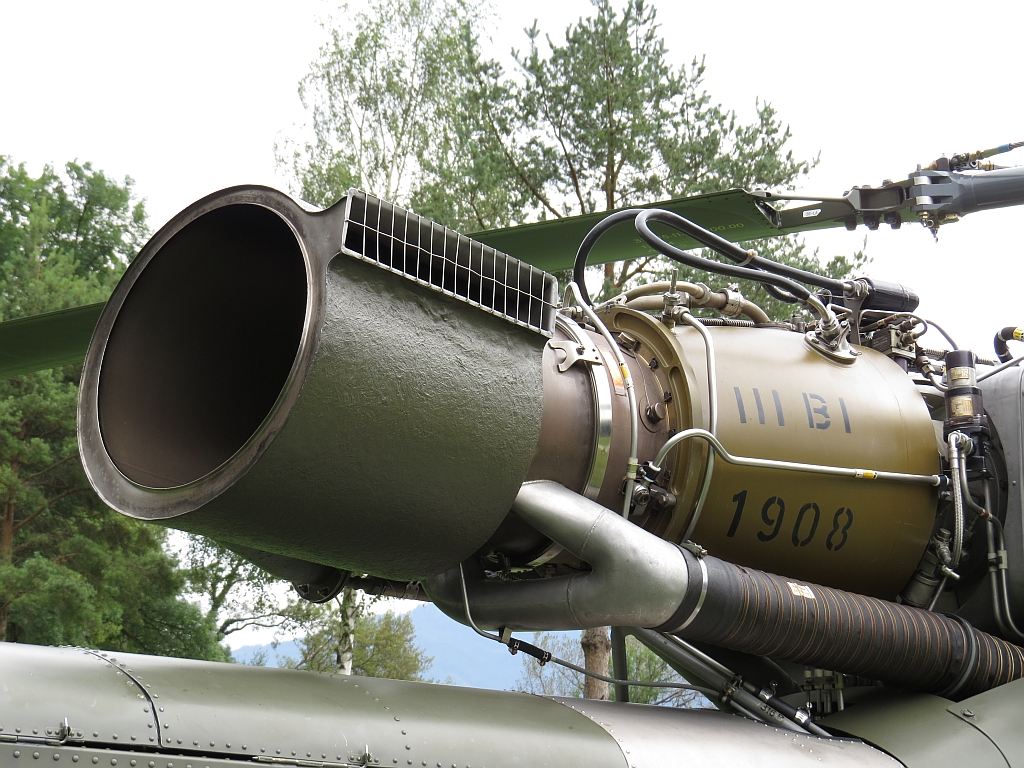
Turbine Turbomeca Artouste III B1

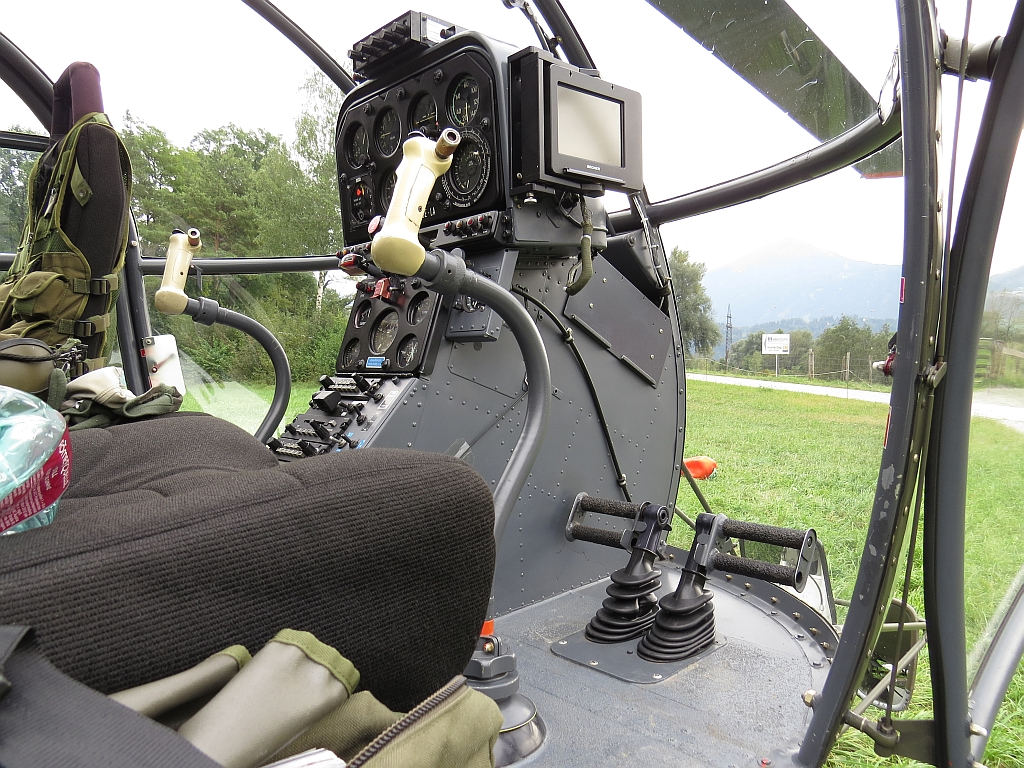
Cockpitansicht

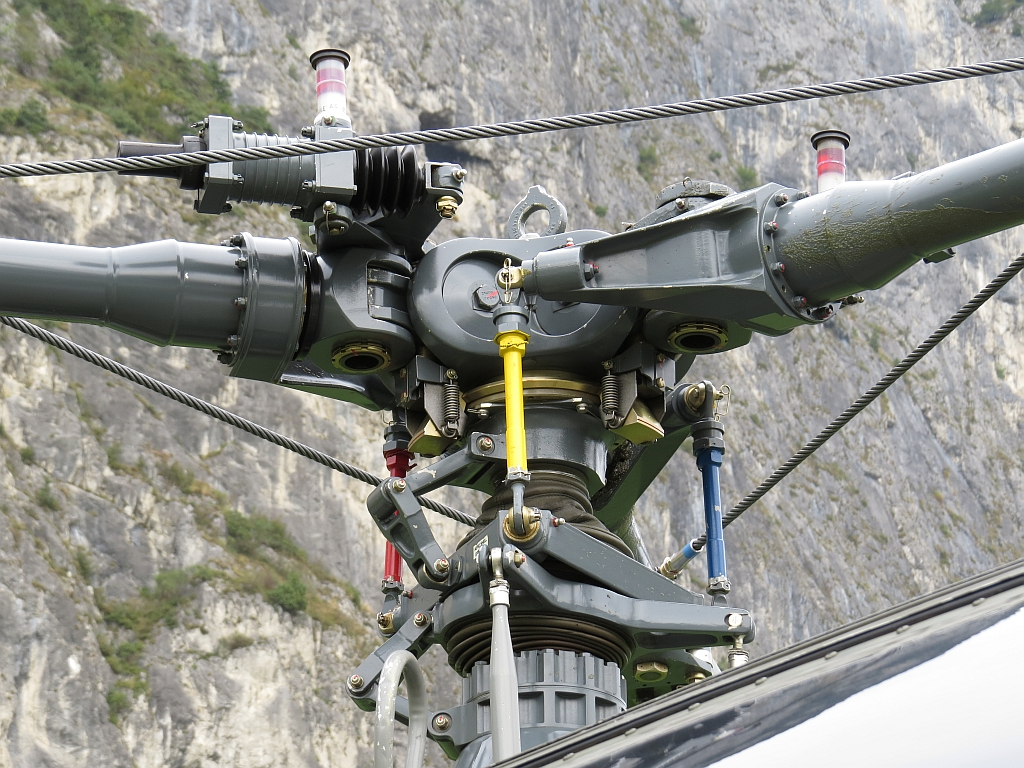
Rotorkopf

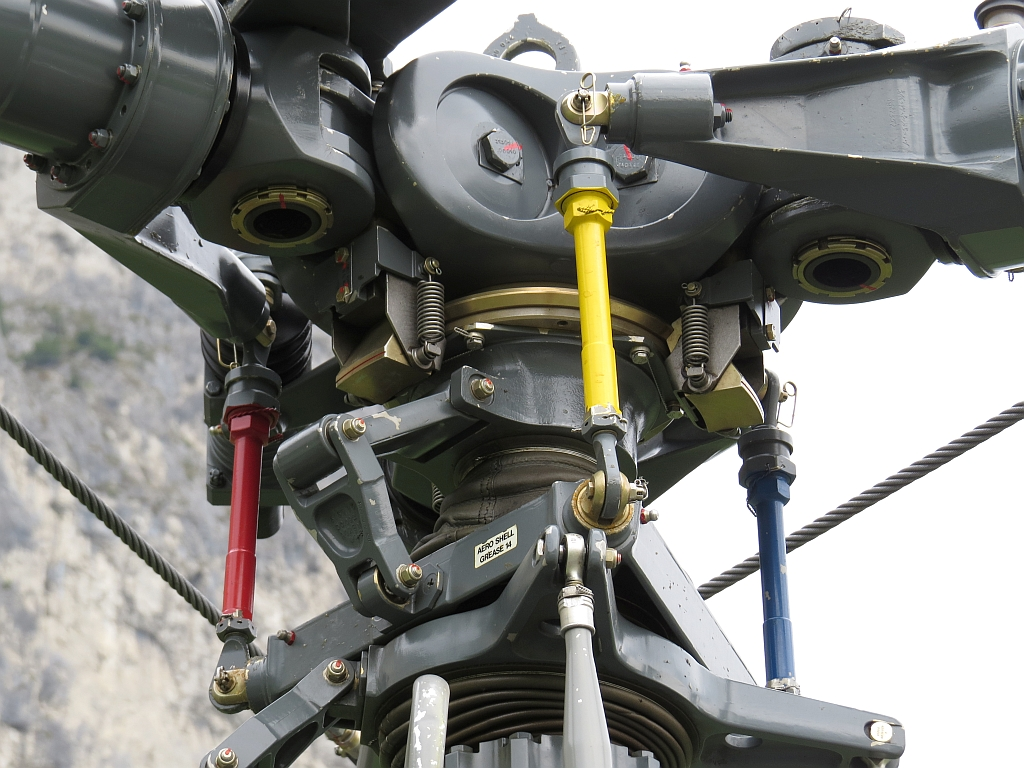
Detailaufnahme des Rotorkopfs

(Quelle: Flugzeuge der Welt, Ausgaben 1960 und 1979/80)
| Kenngröße             | Daten SE-3160                                             | Daten SA-319B                                            |
| --------------------- | --------------------------------------------------------- | -------------------------------------------------------- |
| Rumpflänge            | 10,11 m                                                   | 10,03 m                                                  |
| Rotordurchmesser      | 10,93 m                                                   | 11,02 m                                                  |
| Höhe                  | 2,95 m                                                    | –                                                        |
| Zuladung              | maximal 7 Sitze                                           | ein Pilot und sechs Passagiere, Außenlasten bis 750 kg   |
| Leermasse             | 1042 kg                                                   | 1108 kg                                                  |
| Startmasse            | 2100 kg                                                   | 2250 kg                                                  |
| Antrieb               | eine Gasturbine Turbomeca Artouste IIIB mit 570 Wellen-PS | eine Gasturbine Turbomeca Astazou XIVH mit 789 Wellen-PS |
| Höchstgeschwindigkeit | 200 km/h auf Meereshöhe                                   | 220 km/h auf Meereshöhe                                  |
| Reisegeschwindigkeit  | 190 km/h auf Meereshöhe                                   | 197 km/h auf Meereshöhe                                  |
| max. Schwebehöhe      | 3000 m                                                    | 3100 m mit Bodeneffekt                                   |
| Reichweite            |                                                           | 605 km mit 6 Passagieren                                 |

## Bewaffnung
In der Kabine (Schiebetür) lafettiert:
- 1 × schwenkbare Lafette für je 1 × 20-mm-Maschinenkanone Matra MG 151/20 mit 450 Schuss Munition
- 1 × schwenkbare Lafette für je 1 × 7,62-mm-Maschinengewehr Manufacture d’armes de Saint-Étienne AA-52 mit 1000 Schuss Munition
- 1 × schwenkbare Lafette für je 2 × 7,62-mm-Maschinengewehre Browning .303 Mark II (M1919) mit je 400 Schuss Munition (nur rhodesische SE.3164)

Kampfmittel für maximal 600 kg an zwei bis vier Außenlastenträgern
Torpedo
- 1 × AST/General Electric Mk.44 324-mm-Torpedo

Luft-Boden-Lenkflugkörper
- 4 × Nord Aviation/Aerospatiale AS.11 (AGM-22) – drahtgesteuerter Panzerabwehr-Lenkflugkörper
- 2 × Nord Aviation AS.12 – drahtgesteuerter Panzerabwehr-Lenkflugkörper
- 4 × Kolomna 9M14 „Maljutka“ (AT-3 „Sagger“) – funkferngesteuerter (SACLOS) Panzerabwehr-Lenkflugkörper (nur IAR 316)

Ungelenkte Luft-Boden-Raketen
- 2 × Matra RL-181-Raketen-Rohrstartbehälter für je 18 × ungelenkte SNEB-Luft-Boden-Raketen; Kaliber 37 mm
- 2 × Matra RL-361-Raketen-Rohrstartbehälter für je 36 × ungelenkte SNEB-Luft-Boden-Raketen; Kaliber 37 mm
- 2 × TBA 68-7-Raketen-Rohrstartbehälter für je 7 × ungelenkte SNEB-Luft-Boden-Raketen; Kaliber 68 mm
- 2 × TBA 68-12C-Raketen-Rohrstartbehälter für je 12 × ungelenkte SNEB-Luft-Boden-Raketen; Kaliber 68 mm
- 2 × Matra F4 (Matra 155)-Raketen-Rohrstartbehälter für je 18 × ungelenkte SNEB-Luft-Boden-Raketen; Kaliber 68 mm
- 2 × TBA 100-4-Raketen-Rohrstartbehälter für je 4 × ungelenkte Luft-Boden-Raketen SNEB; Kaliber 100 mm
- 2 × L-57-16MD-Raketen-Rohrstartbehälter (Lizenzkopie der UB-16-57M) für je 16 × ungelenkte S-5-Luft-Boden-Raketen; Kaliber 57 mm (nur IAR 316)

Zusatzbehälter
- 2 × FN ETNA TMP-5-MG-Behälter mit je 2 × 7,62-mm-Maschinengewehren FN MAG 58P mit je 500 Schuss Munition

## Selbstverteidigungssysteme
Aufgrund der Erfahrungen aus dem Einsatz im südlichen Afrika versah die rhodesische Luftwaffe ihre Alouette III mit Selbstschutzsystemen.
Passive Maßnahmen
- 1 × Lufteinsauggitter
- 1 × Abgaskühldiffusor (Infrarotunterdrückungs-Abgasluftkühler) am Ende des Abgasrohres, durch den die Abgase mit Umgebungsluft vermischt und zerstreut wurden.
- matter Farbanstrich, um die Infrarotsignatur zu reduzieren